# 小金井空襲
小金井空襲（こがねいくうしゅう）は、第二次世界大戦末期の1945年（昭和20年）7月28日にアメリカ軍の戦闘機が栃木県内で行った空襲のうち、特に小金井駅（当時の栃木県下都賀郡国分寺村）で行った空襲。

## 概要
1945年（昭和20年）7月28日、硫黄島を飛び立った米戦闘機は、宇都宮駅、小金井駅、小山駅で機銃掃射を行った。
このうち小金井駅では7月28日午前11時55分頃に戦闘機が飛来し、小金井駅と周辺にいる列車などが銃撃を受け、31人が死亡、70人以上が負傷したとされている。小金井駅前の旅館に撃ち込まれ建物1階の押し入れの布団の中から発見された米軍機の銃弾が現存する。
同日の空襲では、宇都宮駅北にあった日清製粉の工場で金属回収作業中の下野中学校（現作新学院高等学校）の生徒5人が亡くなったほか、小山駅でも3人以上が亡くなった。

## 平和の礎
1998年（平成10年）に旧国分寺町（現・下野市）は小金井駅西口広場に「平和の礎（いしじ）」を建立した。毎年7月28日に慰霊祭が行わている（2020年は新型コロナウイルスの影響を考慮して慰霊祭は中止となった）。